# The Roop
The Roop es un grupo musical lituano formado en 2014 y compuesto por el cantante y teclista Vaidotas Valiukevičius, el baterista Robertas Baranauskas y el guitarrista Mantas Banišauskas.

## Historia
El grupo se formó en Vilna en noviembre de 2014. Los tres componentes ya estaban en activo en el ámbito musical y el cantante Vaidotas Valiukevičius había trabajado ya como actor y como presentador de televisión. Su álbum debut To Whom It May Concern salió en 2015, producido por la discográfica DK Records.
En 2018, participaron en la preselección lituana para el Festival de Eurovisión con la canción Yes, I Do, con la que quedaron terceros. Dos años después, lo volvieron a intentar con el tema On Fire. Antes de la final, la canción alcanzó el top 10 de las listas lituanas. En la gala final, que fue emitida el 15 de febrero de 2020, fueron proclamados ganadores tanto por parte del jurado como del televoto. De hecho, obtuvieron más del triple de votos frente a la segunda clasificada por parte de la audiencia. Gracias a su victoria, iban a representar a Lituania en el Festival de Eurovisión 2020 en Róterdam, Países Bajos. Sin embargo, el festival fue cancelado debido a la pandemia de COVID-19. Por ello, la televisión lituana les otorgó un puesto directo en la final de la preselección nacional de 2021, la cual acabaron ganando con el tema Discoteque, de modo que volverían a representar al país báltico en Eurovisión 2021. Obtuvieron el 4º puesto en la semifinal y el 8º en la Gran Final, siendo la segunda mejor clasificación lituana en la historia del certamen. Además, entraron en la lista de ventas de diversos países, entre ellos Bélgica, Reino Unido, Finlandia, Grecia o Suecia.

## Formación
- Vaidotas Valiukevičius – voz, teclado
- Robertas Baranauskas – batería
- Mantas Banišauskas – guitarra

## Discografía

### Álbum
- 2015 - To Whom It May Concern
- 2017 - Ghosts
- 2022 - Concrete Flower

### Sencillos
- 2016 - Hello
- 2017 - Dream On
- 2017 - Keista draugystė
- 2018 - Yes, I Do
- 2019 - Silly Me
- 2019 - Dance with Your Hands
- 2020 - On Fire
- 2021 - Discoteque
- 2021 - Ohmygodable
- 2022 - Love Is All We Got
- 2024 - Simple Joy